# Ruska nacionalna knjižnica
Ruska nacionalna knjižnica (ruski: Российская национальная библиотека) u Sankt Peterburgu, poznat kao Javna državna knjižnica Saltjkov-Ščedrin od 1932. do 1992. godine u vrijeme SSSR-a je najstarija pučka knjižnica u Rusiji. Nacionalnu knjižnicu Rusije ne treba mješati s Ruskom državnom knjižnicom u Moskvi.
Carsku gradsku knjižnicu osnovala je Katarina Velika 1795. godine, čija je privatna kolekcija uključivala Voltaira i Diderota.
Kamen temeljac za javnu knjižnicu došao je iz Poljsko-Litavske Unije u obliku 420.000 svezaka ukradenih od strane Rusa iz knjižnice Załuskiu u vrijeme podjele Poljske. Dio tih knjiga (55.000) je vraćen u Poljsku 1921. za vrijeme Ruskog SFSR-a.
Pet godina nakon osnutka, knjižnicu je vodio Francuz Marie-Gabriel-Florent-Auguste de Choiseul-Gouffier. Elegantnu glavnu zgradu u Nevskom prospektu projektirao je arhitekt Jegor Sokolov 1796. – 1801. u neoklasicističkom stilu. Nekoliko objekata dodano je tijekom sljedećeg stoljeća, poglavito gotička vijećnica 1857. godine. Knjižnica posjeduje 36.475.000 predmeta od čega 15.000.000 knjiga.